# Макс Гуф
Макс Гуф (англ. Max Goof) — один из главных персонажей мультсериала Уолта Диснея «Гуфи и его команда», снятого в 1992—1993 годах. Макс — обычный подросток. Внешне отдалённо похож на своего отца Гуфи. Часто носит красную футболку и фиолетово-синие штаны. Имеет двух лучших друзей — Пи-Джея и Бобби. Макс, как и его друзья, увлекается скейтбордингом. В отличие от своего отца умён и сообразителен. В школе Макс имел статус «местного дурачка», пока случайно не попал на концерт рок-звезды ПауэрЛайна и не прославился среди своих одногруппников.

## Возраст
В мультсериале «Гуфи и его команда» Максу 11—12 лет. В мультфильме «Каникулы Гуфи» ему 14, а в мультфильме «Неисправимый Гуфи», мультсериале «Мышиный дом» и «Микки: И снова под Рождество» ему около 17—18 лет.

## Появления
Впервые Макс появляется в короткометражном мультфильме «Fathers Are People» (1951). Тогда у Макса было имя Гуфи-младший. Позднее он появился в таких короткометражках как:
- «Father’s Lion» (1952)
- «Father’s Day Off» (1953)
- «Aquamania» (1961).

В этих мультфильмах также показывалась мать Макса (она же жена Гуфи), но без имени (так как оно было не известно). Однако позднее, когда был создан мультсериал «Гуфи и его команда», Гуфи-младший был переименован в Макса, а мать Макса больше не появлялась. По распространённой[где?][кем?] версии она умерла или по другой версии развелась с Гуфи.

### Семья
На протяжении сериала «Гуфи и его команда» можно увидеть родственников Макса:
- Дебби — двоюродная сестра Макса
- Учёный Вернер фон Гуф
- Тётушка Гуфелия
- Двоюродный дед Патранташер
- Дядя Анджело
- Пра-пра-дед Гуферамусс Са Де Гуф
- Гуфи — папа

## Дальнейшая судьба
После мультфильма про Гуфи «Неисправимый Гуфи» Макс появляется в мультсериале «Мышиный дом», а также в мультфильме «Микки: И снова под Рождество» (2004), Макс встречается с новой девушкой по имени Мона.

## Внешность Макса
Внешность Макса меняется во всех отдельных мультфильмах. В мультсериале «Команда Гуфи» Макс имеет округлую форму черепа, более острое лицо.
В мультфильме «Каникулы Гуфи» внешность Макса полностью перерисована. Лицо становится более выразительным, но в то же время видно, что он повзрослел. У Макса более крупные глаза и гораздо больше волос на голове. Также выделяются передние зубы.
В продолжении, «Неисправимый Гуфи», Макс был перерисован на основе внешности из мультфильма «Каникулы Гуфи». Здесь он выглядит намного выше, чем в предыдущих мультфильмах. У Макса также более детализированная и «острая» причёска, а лицо выглядит гораздо эффектнее.